# El Cuervo, Aragonien
El Cuervo är en ort i Spanien.   Den ligger i provinsen Provincia de Teruel och regionen Aragonien, i den centrala delen av landet, 200 km öster om huvudstaden Madrid. El Cuervo ligger 961 meter över havet och antalet invånare är 107.
Terrängen runt El Cuervo är kuperad. Runt El Cuervo är det mycket glesbefolkat, med 3 invånare per kvadratkilometer. Närmaste större samhälle är Ademuz, 10,2 km söder om El Cuervo. 